# Federació de Cors de Clavé
La Federació de Cors de Clavé és l'organització que representa el conjunt de societats corals fundades per Josep Anselm Clavé durant el segle xix per tal d'elevar la cultura dels obrers mitjançant la música i el cant.

## Història
La primera societat coral dels Països Catalans fou La Fraternitat, creada el 1850 com a derivada de la societat filharmònica L'Aurora, creada per Clavé el 1863, i anomenada Euterpe des del 1850. Entre el 1851 i el 1860 aparegueren d'altres societats per tot Catalunya. Hom celebrà concerts als jardins de la Nimfa (1853), als d'Euterpe (festivals corals del 1860 i el 1861) i als Camps Elisis de Barcelona (festivals del 1862 i el 1864).
El 1873 tingué lloc un cinquè festival a la plaça de toros de la Barceloneta. Els darrers anys de la vida de Clavé provocaren, per la seva activitat política, una decadència dels Cors i a la mort el fundador el 1874 perderen el caràcter reivindicatiu obrer. Enric Morera s'encarregà de la direcció de la societat Euterpe fins al 1895. Fins al 1920 no s'organitzaren en cap entitat federativa. El 1936, a les vigílies de la guerra, s'unificaren formant la Federació Euterpense de Cors i Orfeons de Clavé, prenent com a butlletí, l'hereu de l'entitat majoritària, "L'Aurora Claveriana". La guerra paralitzà les activitats dels cors i de la reunificada federació, i fins al 1951 no es tornaren a reorganitzar com a Federación de Coros de Clavé. Des d'aleshores han rebut nombroses condecoracions, que culminaren amb la proclamació del 1999 com a Any Clavé.

## Organització
Actualment agrupa 160 societats corals i 5.000 cantaires, està organitzada en les següents delegacions: Barcelonès, Maresme, Vallès-Osona-Ripollès, Bages-Berguedà, Baix Llobregat-Anoia, Penedès-Garraf, Comarques Tarragonines, Terres de Ponent i Catalunya del Nord.
L'Assemblea General, que es reuneix com a mínim una vegada a l'any, n'és l'òrgan suprem. Existeix una Junta Executiva que s'encarrega del funcionament diari. Cada Delegació disposa d'un delegat i sots-delegat i un equip de treball, els quals són els interlocutors entre la Junta Executiva i les diferents societats corals. Cada societat està regida per una junta de la societat. A l'actualitat i des d'octubre de l'any 2019 està presidida per Bruno Nájera, director de cor, després de guanyar les eleccions dues vegades. També és el president dels Premis Josep Anselm Clavé del Cant Coral a Catalunya i el comité dels actes commemoratius del Bicentenari del naixement de mestre fundador de la institució. A banda de les activitats pròpiament relacionades amb la música i amb el cant, moltes societats corals organitzen, a nivell local i comarcal, activitats socioculturals de gran diversitat i abast.
Els Cors mantenen viu el record del mestre i el lema fundacional Progrés, Virtut, Amor. El repertori és, bàsicament, de cançons de Clavé en català. El 2000 va rebre la Creu de Sant Jordi.